# Murder by Numbers
Murder by Numbers (bra: Cálculo Mortal; prt: Crimes Calculados) é um filme de suspense psicológico de 2002, produzido e dirigido por Barbet Schroeder. É estrelado por Sandra Bullock, Ben Chaplin, Ryan Gosling e Michael Pitt. Ele é vagamente baseado no Caso Leopold-Loeb.
O filme foi exibido fora de competição no Festival de Cannes de 2002.

## Sinopse
Em uma pequena zona costeira de San Benito, Califórnia, aparece o cadáver de uma jovem brutalmente assassinada. Cassie Mayweather (Sandra Bullock), uma veterana detetive de homicídios e especialista em analisar os cenários dos crimes, é encarregada de resolver o caso, junto com seu novo companheiro Sam Kennedy (Ben Chaplin).
Ambos os detetives abrem caminhos através de minúsculos indícios de provas que parecem indicar um ato de violência casual. Estes indícios os levam até dois adolescentes, Richard Haywood (Ryan Gosling) que é bonito, popular e arrogante; e Justin Pendelton (Michael Pitt) que é mais tímido, reservado e de grande inteligência.
Apesar de que estas provas parecem indicar que não se trata de um assassinato, Cassie tem o pressentimento de que detrás de este homicídio tem muito mais do que parece a simples vista, portanto, decide acompanhar de perto os dois adolescentes como eles suspeitam que podem estar relacionado com o caso.

## Elenco
- Sandra Bullock como Det. Cassie Mayweather
- Ben Chaplin como Det. Sam Kennedy
- Ryan Gosling como Richard Haywood
- Michael Pitt como Justin Pendleton
- Agnes Bruckner como Lisa Mills
- Chris Penn como Ray Feathers
- R. D. Call como Capt. Rod Cody
- Tom Verica como A.D.A. Al Swanson

## Bilheteria
O filme foi lançado em 19 de abril de 2002 nos Estados Unidos e no Canadá, tendo arrecadado 9,3 milhões de dólares em 2663 salas de cinema na sua semana de estreia, atingindo o terceiro lugar nas bilheterias. O filme arrecadou um total de 56,7 milhões de dólares mundialmente — 31,9 milhões nos Estados Unidos e Canadá e 24,8 milhões em outros territórios.

## Recepção
Comentários sobre o filme foram, em geral mistos. Rotten Tomatoes premiou com um 31% "podre", com base em 125 avaliações, trinta e nove, sendo "fresco" com um consenso afirmando "previsível A polícia processual que funciona melhor como um estudo de personagem, em vez de um filme de suspense."